# زد آفتاب‌پرست
زد آفتاب‌پرست یک ستاره است که در صورت فلکی آفتاب‌پرست قرار دارد.